# Pljeskavica
Pljeskavica (v srbské cyrilici: пљескавица) je pokrm z mletého masa (vepřového, hovězího, skopového, případně z více druhů masa), cibule a koření. Jedná se o masovou placku, která se poté griluje. Někdy se přidává také sádlo nebo strouhanka. Pljeskavica pochází původně ze srbské kuchyně, lze se s ní ale setkat i jinde na Balkáně (v Chorvatsku, v Bosně a Hercegovině), obvykle se podává jako pouliční jídlo.

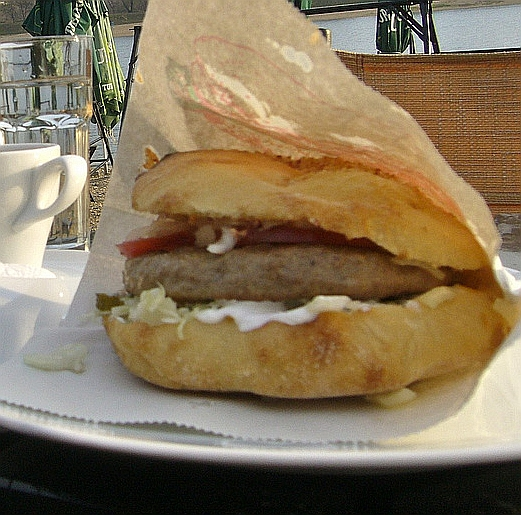
Pljeskavica v housce

Pljeskavice se obvykle podává v housce (podobně jako hamburger), často s ajvarem (omáčkou z lilku a papriky), smetanou nebo s pikantním sýrovým salátem urnebes.

## Varianty
- Leskovačka pljeskavica, nejpopulárnější varianta pljeskavice, pochází ze srbského města Leskovac. Tato varianta obsahuje více cibule a je velmi pikantní.
- Šarska pljeskavica, varianta se sýrem kaškaval, pocházející z oblasti Šar planina
- Hajdučka pljeskavica, varianta z hovězího masa smíchaného s uzeným vepřovým, pojmenovaná podle hajduků.
- Vranjanska pljeskavica, varianta z města Vranje, podávaná s rajčatovo-paprikovou omáčkou[1]
- Punjena pljeskavica, pljeskavica plněná ovčím sýrem[1]